# Упрощённая система налогообложения
Упрощённая система налогообложения (УСН) — специальный налоговый режим в России, направленный на снижение налоговой нагрузки на субъекты малого бизнеса, а также облегчение и упрощение ведения налогового учёта и бухгалтерского учёта. УСН введена Федеральным законом от 24.07.2002 № 104-ФЗ.
Статьёй 346.20 Налогового кодекса РФ устанавливаются следующие налоговые ставки по налогу, взимаемому в связи с применением Упрощённой системы налогообложения (УСН):
- 6 %, если объектом налогообложения является доход организации,
- от 5 до 15 %, если объектом налогообложения являются доходы, уменьшенные на величину расходов.

## Налоги, сборы и взносы
Индивидуальные предприниматели уплачивают взносы по системе обязательного пенсионного страхования и обязательного медицинского страхования в федеральный и территориальный фонды, рассчитываемые от минимального размера оплаты труда, вне зависимости от дохода. С 2014 года, при превышении размера дохода в 300 тысяч рублей в год, уплачиваются взносы в пенсионный фонд России в размере 1 % от дохода за минусом 300 тысяч рублей. С 2012 года взносы в территориальный фонд ОМС отменены.
- Страховые взносы на обязательное пенсионное страхование.
- Страховые взносы на обязательное медицинское страхование.
- Страховые взносы на обязательное социальное страхование от несчастных случаев и профессиональных заболеваний.
- Страховые взносы на случай временной нетрудоспособности, и, в связи с материнством (уплачивается юридическими лицами в территориальное подразделение ФСС) с доходов, облагаемых по налоговым ставкам, предусмотренным ст. 284 п. 3 и п. 4 Налогового кодекса РФ.
- Налог на доходы физических лиц (НДФЛ) с доходов, облагаемых по налоговым ставкам, предусмотренным ст. 224 п. 2, п. 4 и п. Налогового кодекса РФ. На упрощённой системе налогообложения НДФЛ уплачивается налоговыми агентами за работников.
- Акцизы:

- ввоз подакцизных товаров на таможенную территорию РФ;
- приобретение в собственность нефтепродуктов;
- реализация организациями с акцизных складов алкогольной продукции, приобретённой у налогоплательщиков — производителей указанной продукции, либо с акцизных складов других организаций;
- продажа конфискованных или бесхозяйственных подакцизных товаров;
- реализация подакцизных товаров (за исключением нефтепродуктов), происходящих с территории Белоруссии и ввезенных на территорию Российской Федерации с территории Белоруссии.

- Государственная пошлина.
- Таможенная пошлина.
- Транспортный налог.
- Земельный налог.
- Сборы за пользование объектами животного мира и за пользование объектами водных биологических ресурсов.
- Водный налог.

Налоги, уплачиваемые в качестве налогового агента:
- НДФЛ;
- налог на прибыль организаций — выплата дивидендов юридическим лицам;

## Расчёт единого налога по типам объекта налогообложения

### Доходы
Налог рассчитывается в два этапа:
- Берётся % от общей величины доходов организации.
- Если компания по итогам периода не оказалась в убытке, полученная прибыль уменьшается на страховые взносы и больничные (выданные за счёт организации). Причём уменьшение не должно превысить 50 % от суммы подлежащего уплате налога, если есть наёмные работники, если наёмных работников нет, то 100 % от суммы подлежащего уплате налога.[1]

С 1 января 2013 года предельный размер доходов не должен превышать 60 млн рублей за отчётный (налоговый) период.
С 1 января 2017 года предельный размер доходов не должен превышать 150 млн рублей за отчетный (налоговый) период.

### Доходы минус расходы за отчётный период
- Определяемая налоговая база = сумма учитываемых доходов — сумма учитываемых расходов за отчётный период.

- Если налоговая база > 0, первоначальная сумма налога = налоговая база × 15 % (или льготная ставка).
- Если налоговая база <= 0, налог не уплачивается.

- Определяется сумма налога, фактически уплаченная за предыдущие отчётные периоды.
- Определяется сумма налога, подлежащая доплате в бюджет = первоначальная сумма налога (п. 1.1) — сумма налога, фактически уплаченная за предыдущие отчётные периоды

- Если сумма налога, подлежащая доплате в бюджет > 0, налог уплачивается.
- Если сумма налога, подлежащая доплате в бюджет < 0, налог не уплачивается.

### Доходы минус расходы за налоговый период
- Определяется налоговая база = сумма учитываемых доходов — сумма учитываемых расходов за налоговый период.
- Определяется сумма минимального налога = доходы × 1 %.

- Если налоговая база < 0, уплате в бюджет подлежит сумма минимального налога.
- Если налоговая база > 0, тогда:

- Определяется первоначальная сумма налога = налоговая база × 15 %.

- Если сумма минимального налога > первоначальной суммы налога, уплате в бюджет подлежит сумма минимального налога (п. 2). (Сумма авансовых платежей, фактически уплаченных за предыдущие отчётные периоды, подлежит зачёту в счёт уплаты минимального налога по заявлению плательщика).
- Если сумма минимального налога < первоначальной суммы налога, тогда сумма налога = первоначальная сумма налога (п. 3).

- Определяется сумма налога, фактически уплаченная за предыдущие отчётные периоды.
- Определяется сумма налога, подлежащая доплате в бюджет = первоначальная сумма налога — сумма налога, фактически уплаченная за предыдущие отчётные периоды.
- Если сумма налога, подлежащая доплате в бюджет > 0, налог уплачивается.
- Если сумма налога, подлежащая доплате в бюджет < 0, налог не уплачивается.

Законами субъектов РФ могут быть установлены дифференцированные налоговые ставки в пределах от 5 до 15 % в зависимости от категорий налогоплательщиков. Например, для Санкт-Петербурга установлена ставка в размере 7 % для организаций и ИП.

## Отчетность индивидуальных предпринимателей, применяющих упрощенную систему налогообложения
Индивидуальные предприниматели без работников предоставляют следующую отчетность:
- Декларацию по УСН (сдается ежегодно в налоговую инспекцию);
- Отчет в Госкомстат (форма 1-ИП предоставляется ежегодно по выборке, за 2015 год все предоставляют форму «1-Предприниматель»);
- Декларацию по НДС (если ИП выступал в качестве агента, сдается ежеквартально в налоговую инспекцию);
- Журнал учета полученных и выставленных счетов-фактур (при выставлении и (или) получения счетов-фактур в интересах другого лица, сдается ежеквартально в налоговую инспекцию);
- При осуществлении торговой деятельности на объектах торговли ИП предоставляет уведомление в качестве плательщика сборов (вводится региональным законом).

Индивидуальные предприниматели с работниками предоставляют следующую отчетность:
- Форму СЗВ-М (ежемесячно, начиная со 2 квартала 2016 года);
- Форму 4-ФСС (сдается ежеквартально в Фонд социального страхования);
- Форму РСВ-1 (сдается ежеквартально в Пенсионный фонд РФ);
- 6-НДФЛ (сдается ежеквартально в налоговую инспекцию);
- Среднесписочную численность (сдается ежегодно в налоговую инспекцию);
- Декларацию по УСН (сдается ежегодно в налоговую инспекцию);
- Отчетность по 2-НДФЛ (сдается ежегодно в налоговую инспекцию);
- Отчет в Госкомстат (форма 1-ИП предоставляется ежегодно по выборке, за 2015 год все предоставляют форму «1-Предприниматель»);
- Декларацию по НДС (если ИП выступал в качестве агента, сдается ежеквартально в налоговую инспекцию);
- Журнал учета полученных и выставленных счетов-фактур (при выставлении и (или) получения счетов-фактур в интересах другого лица, сдается ежеквартально в налоговую инспекцию);
- При осуществлении торговой деятельности на объектах торговли ИП предоставляет уведомление в качестве плательщика сборов (вводится региональным законом).

## Отчётность организации, применяющей упрощённую систему налогообложения

### Отчётность, сдаваемая в Фонд социального страхования
- Расчётная ведомость по средствам Фонда социального страхования по форме 4-ФСС.
- Форма 4а-ФСС: нужна при добровольной уплате страховых взносов.
- Подтверждение вида деятельности: «Заявление о подтверждении основного вида деятельности», «Справка-подтверждение основного вида деятельности», иногда копия годовой декларации по УСН с отметкой налоговой инспекции.
- При отсутствии работников у предпринимателя данные отчёты не сдаются

### Отчётность, сдаваемая по итогам отчётных периодов
- Расчёт авансовых платежей по страховым взносам на обязательное пенсионное страхование.
- Декларация по НДС, в случае, если организация является налоговым агентом по НДС.
- Журнал полученных и выданных счетов фактур, если организация (или предприниматель) является комиссионером или агентом.
- Налоговый расчёт по авансовым платежам по земельному, имущественному и транспортному налогу (только для налогоплательщиков земельного, имущественного и транспортного налога).

Декларация по единому налогу по УСН, транспортному и земельному налогам с 2009 года по итогам 3, 6 и 9 месяцев не сдаётся. Только по итогам налогового периода, то есть календарного года.

### Отчётность, сдаваемая по итогам налогового периода (года)
- Сведения о среднесписочной численности работников (с 2014 года не предоставляется предпринимателями, не имеющими наёмных работников).
- Декларация по НДС, в случае, если организация является налоговым агентом по НДС.
- Индивидуальные сведения в Пенсионный фонд: ведомость уплаты страховых взносов на обязательное пенсионное страхование по форме АДВ-6-2, АДВ-6-3, форма СЗВ-4-2 списочная и форма СЗВ-4-1.
- Декларация по единому налогу по УСН.
- Сведения о доходах физических лиц по форме 2-НДФЛ.
- Декларация по земельному налогу (только для налогоплательщиков земельного налога).
- Декларация по транспортному налогу.

## Ведение бухучёта и сдача бухгалтерской отчётности
В настоящее время существует правовая неопределённость с порядком ведения в полном объёме бухгалтерского учёта. Формально организации, состоящие на УСН, могут не вести бухучёт. За исключением учёта основных средств и нематериальных активов. Однако данная льгота часто не действует. Однозначно должны вести и сдавать отчётность плательщики, совмещающие УСН с ЕНВД, акционерные общества и предприятия, осуществляющие деятельность, подлежащую лицензированию, и (или) выплачивающие дивиденды. C 1 января 2013 года все организации-«упрощенцы» должны вести бухгалтерский учет. Для субъектов малого предпринимательства предусмотрен упрощённый вариант ведения бухгалтерского учёта.

## Упрощённая система налогообложения на основе патента
Для индивидуальных предпринимателей не предусматривается возможность оплаты налога по упрощенной системе налогообложения путём выкупа патента. Порядок уплаты патента по УСН фактически заимствует правовой механизм единого налога на вмененный доход, так как цена патента будет определяться на основании потенциального дохода, размер которого будут устанавливать субъекты РФ. Порядок определения потенциального дохода в главе 26.2 НК РФ предусматривает возможность не более чем в 30 раз увеличить показатели базовой доходности, определяемые для единого налога на вмененный доход.
Решение о возможности применения ИП упрощенной системы налогообложения на основе патента на территориях субъектов РФ принимается законами соответствующих субъектов. Субъекты РФ с 1 января 2009 г. потеряли право выбирать конкретные перечни видов предпринимательской деятельности, и теперь в случае принятия закона о патентной УСН, патент можно получить по всем видам, перечисленным в ст. 346.25.1 НК РФ. В некоторых субъектах закон по УСН на основе патента не принят.

С 1 декабря 2012 года патентная система становится отдельным спецрежимом и перестает быть частью упрощенной системы налогообложения. С 1 января 2013 года патенты выдаются по новым правилам. Патенты, выданные в 2012 году и срок действия которых истекает после 1 января 2013 года, действуют по 31 декабря 2012 года включительно.